# Русіново (гміна Тучно)
Русіново (пол. Rusinowo, нім. Ruschendorf) — село в Польщі, у гміні Тучно Валецького повіту Західнопоморського воєводства.
Населення — 251 особа (2011).
У 1975-1998 роках село належало до Пільського воєводства.

## Демографія
Демографічна структура станом на 31 березня 2011 року:
|          | Загалом | Допрацездатний вік | Працездатний вік | Постпрацездатний вік |
| -------- | ------- | ------------------ | ---------------- | -------------------- |
| Чоловіки | 123     | 25                 | 86               | 12                   |
| Жінки    | 128     | 30                 | 78               | 20                   |
| Разом    | 251     | 55                 | 164              | 32                   |